# 115331 Shrylmiles
Shrylmiles (asteroide 115331) é um asteroide da cintura principal, a 2,3120826 UA. Possui uma excentricidade de 0,1739226 e um período orbital de 1 710,29 dias (4,68 anos).
Shrylmiles tem uma velocidade orbital média de 17,80333822 km/s e uma inclinação de 14,63068º.
Este asteroide foi descoberto em 29 de Setembro de 2003 por David Healy.